# Diecéze Arundel a Brighton
Diecéze Arundel a Brighton je římskokatolická diecéze v Anglii.

## Území
Zahrnuje území hrabství Západní Sussex, Východní Sussex, část hrabství Surrey a unitary authority Brighton and Hove.
Biskupským sídlem je město Hove. Katedrální chrám Panny Marie a svatého Philippa Howarda se nachází v Arundelu.

## Historie
Diecéze byla zřízena 28. května 1965 bulou Romanorum Pontificum papeže Pavla VI. z části území diecéze Southwark, která byla povýšena na arcidiecézi.

## Seznam biskupů
- David John Cashman (1965–1971)
- Michael George Bowen (1971–1977)
- Cormac Murphy-O'Connor (1977–2000)
- Kieran Thomas Conry (2001–2014)
- Richard Moth (od 2015)